# HBX
HBX (ili енгл. High Blast Explosive) ili ga još francuzi nazivaju Heksolit je porodica binarnih eksploziva, koja uključuje heksogen, trinitrotoluen, aluminijum u prahu i D-2 vosak sa kalcijum hloridom. . Koristi se za opremanje bojevih glava raketa, torpeda, mina, dubinskih bombi.

## Istorija
Razvijen je tokom Drugog svetskog rata kao manje osetljiva modifikacija Torpeks eksploziva. 

## Svojstva
To je aluminizovani (aluminijum u prahu) eksploziv koji ima isti red osetljivosti kao Kompozicija B. 
Testovi pokazuju da je oko 98% do 100% moćan kao Torpeks, da je definitivno manje osetljiv od Torpeks-a i na laboratorijski udar i na udar metka, da je u tom pogledu nešto osetljiviji od TNT-a i da je reč o istoj osetljivosti kao Kompozicija B. 
Problem sa HBX-om je što proizvodi gas i stvara pritisak u kućištu tokom skladištenja. Otkriveno je da će dodavanje kalcijum hlorida u smešu smanjiti svu vlagu i eliminisati to što ovaj eksploziv ispušta gas. 

## Kompozicija
Postoje tri tipa HBX eksploziva: HBX-1 , HBX-3 i H-6. Ispod je sastav svake vrste „Grade A“ zasnovan na težini: 
- HBX-1

| Kompozicija                                                  | Procenat po težini |
| ------------------------------------------------------------ | ------------------ |
| RDX plus nitrocellulose, calcium chloride i calcium silicate | 40.4 ± 3%          |
| TNT                                                          | 37.8 ± 3%          |
| Aluminum                                                     | 17.1 ± 3%          |
| Vosak plus lecitin                                           | 4.7 ± 1%           |

- HBX-3

| Kompozicija                                                  | Procenat po težini |
| ------------------------------------------------------------ | ------------------ |
| RDX plus nitrocellulose, calcium chloride i calcium silicate | 31.3 ± 3%          |
| TNT                                                          | 29.0 ± 3%          |
| Aluminum                                                     | 34.8 ± 3%          |
| Vosak plus lecitin                                           | 4.9 ± 1%           |

- H-6

| Kompozicija                                                  | Procenat po težini |
| ------------------------------------------------------------ | ------------------ |
| RDX plus nitrocellulose, calcium chloride i calcium silicate | 45.1 ± 3%          |
| TNT                                                          | 29.2 ± 3%          |
| Aluminum                                                     | 21.0 ± 3%          |
| Vosak plus lecitin                                           | 4.7 ± 1%           |

## Korišćenje
Kao eksploziv za torpeda, dubinske bombe i morske mine, dizajniran je tako da bude žešći i još veće brzine detonacije, tako da je posebno efikasan pod vodom. Hesov test daje vrednost od 160% jačine TNT-a. To je zato što je puls mehurića (udarni talas koji nastaje kada eksploziv eksplodira pod vodom) efikasniji u uništavanju brodova nego da ih uništava udarnim talasom same eksplozije. Zbog toga nije pogodan za upotrebu u vazduhu.
Razvijen u Sjedinjenim Državama 1940-ih kao poboljšana verzija Torpeks- a iz 1942. godine. Tokom Drugog svetskog rata korišćen je na zapadnim torpedima i dubinskim bombama.
Zvanično, torpeks britanske proizvodnje je napravljen po standardima britanskog Kraljevskog ordnance Arsenala, a američki proizveden prema MIL-E-22267 je HBX eksploziv. Međutim, britanska vojska je eksploziv HBX koji su isporučile Sjedinjene Države nazvala „Topeks“, a neke knjige i materijali mešaju eksploziv „Topek“, „Torpeks“ i „HBX“. U stvari, eksploziv HBX je američka modifikacija Torpeks-a koju su razvili Britanci, istog sastava i namenske upotrebe, pa se može reći da je skoro ista stvar.
Sada je zamenjen PBX eksplozivom.